# Grünberg (Oberösterreichische Voralpen)
Der Grünberg ist ein 984 m ü. A. hoher Berg der Flyschzone südöstlich von Gmunden in Oberösterreich. Er wird im SO vom nur drei Kilometer entfernten Gipfel des schroffen Traunsteins (1691 m) deutlich überragt.

## Tourismus

### Seilbahn
Auf den Gipfel des Grünbergs führte (vom Westen, vom See her) seit 1957 eine Zweiseilumlaufbahn nach dem System Wallmannsberger. Die Grünbergseilbahn wurde von der Firma VÖEST errichtet und später mehrfach umgebaut. Im Herbst 2010 endete ihr Betrieb. Zuvor war es am 16. Oktober 2004 zu einem Seilbahnunglück gekommen, das zwei Schwerverletzte gefordert hatte. Im Mai 2013 wurde mit dem Bau einer neuen Großkabinen-Pendelbahn begonnen; am 14. Juni 2014 wurde sie eröffnet. Im Streckenteil zwischen der Talstation und der ersten Stütze hat der Fahrgast freie Aussicht auf die Stadt Gmunden.

### Wandern
Wanderwege führen von der Bergstation zum Laudachsee und weiter auf den Traunstein. Auch zum Traunsee-Ostufer gibt es Wanderwege.

### Wintersport
Für den Skigast stand am Grünberg bis 2014 ein Schlepplift zur Verfügung. Dieser wurde jedoch im Rahmen der Neuentwicklung des Erholungsgebietes Grünberg für die Nutzung der Sommerrodelbahn umgebaut und kann nun nicht mehr von Skifahrern genutzt werden. Bei entsprechender Schneelage ist der Grünberg ein beliebtes Ziel bei Skitourengehern. Auf der alten Piste ist eine Abfahrt bis nach Gmunden möglich.

### Baumwipfelpfad
Im Sommer 2018 wurde auf dem Grünberg der Baumwipfelpfad Salzkammergut mit einem 39 Meter hohen Aussichtsturm eröffnet. 2019 wurde der Turm durch eine 75 m lange Tunnelrutsche ergänzt.

## Sender
Der Füllsender des ORF/ORS, sendet von hier Radio und TV-Programme der auch von Privatradios genutzt wird wie dem Freies Radio Salzkammergut. Weiters befinden sich auf dem Mast Sendeanlagen und Richtfunksysteme von Mobilfunkbetreibern.

## Geschichte
Neben der Gaststätte Grünbergalm befindet sich eine Bronzeplastik in Gestalt eines Esels, der mit zwei Säcken beladen ist. Dies geht auf die Zeit zurück, in der es noch keine Seilbahn auf den Grünberg gab. Der Hüttenwirt der Grünberghütte (heute Gasthof Grünbergalm), Karl Danner, besaß in den 1950er Jahren einen Esel namens Agi, der regelmäßig ohne Begleitung den Weg vom Grünberg zum Wochenmarkt in die Stadt Gmunden zurücklegte, um Lebensmittel und Getränke für die Hüttenbesucher auf den Berg zu transportieren. In zwei großen Körben auf dem Rücken des Esels befanden sich eine Einkaufsliste und etwas Geld. Der Esel suchte stets dieselben Händler auf, und diese befüllten die Körbe entsprechend der Liste. Danach machte sich der Esel wieder auf den Weg zurück auf den Grünberg.

## Galerie

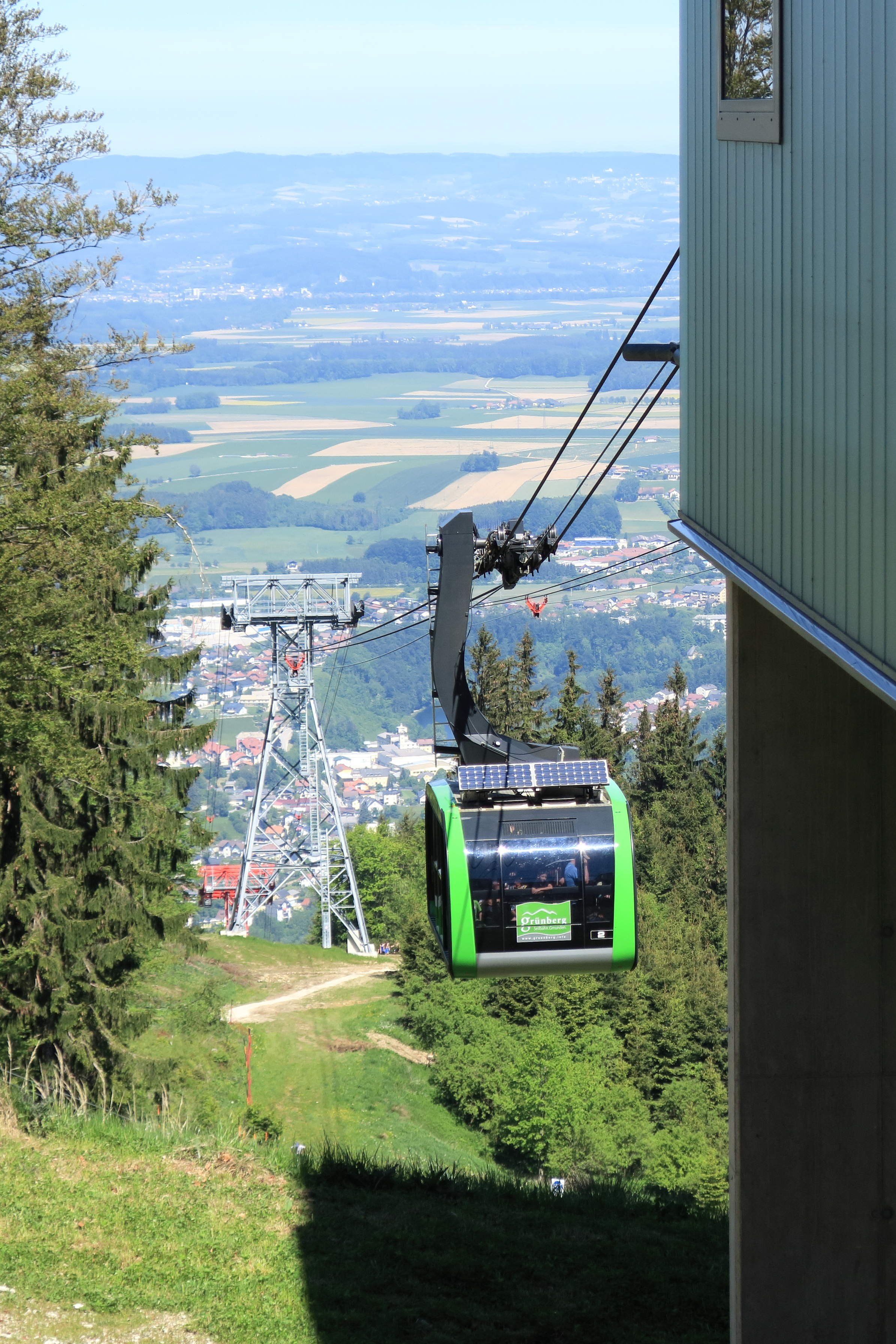
Grünberg-Seilbahn
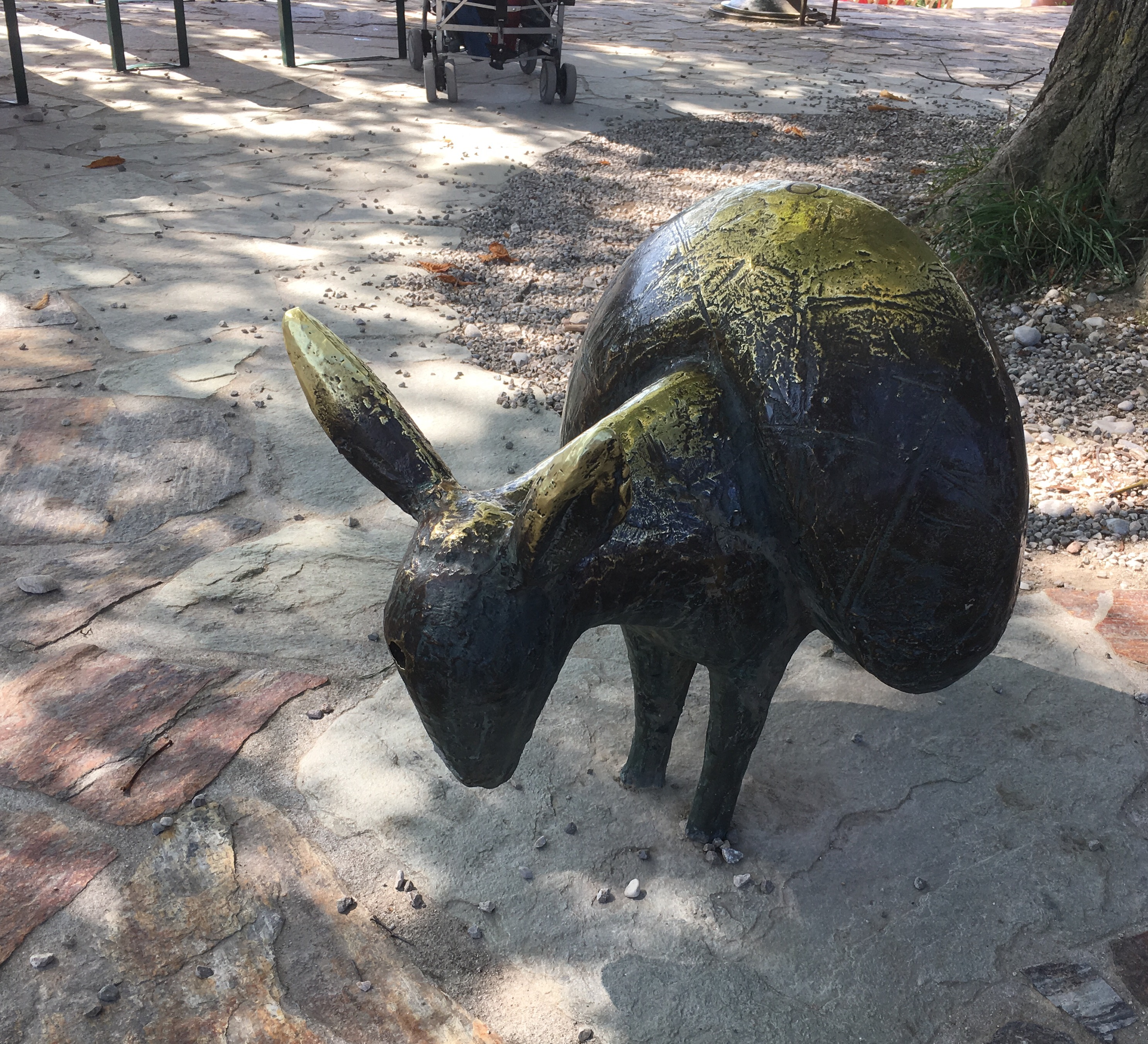
Eselsdenkmal am Grünberg
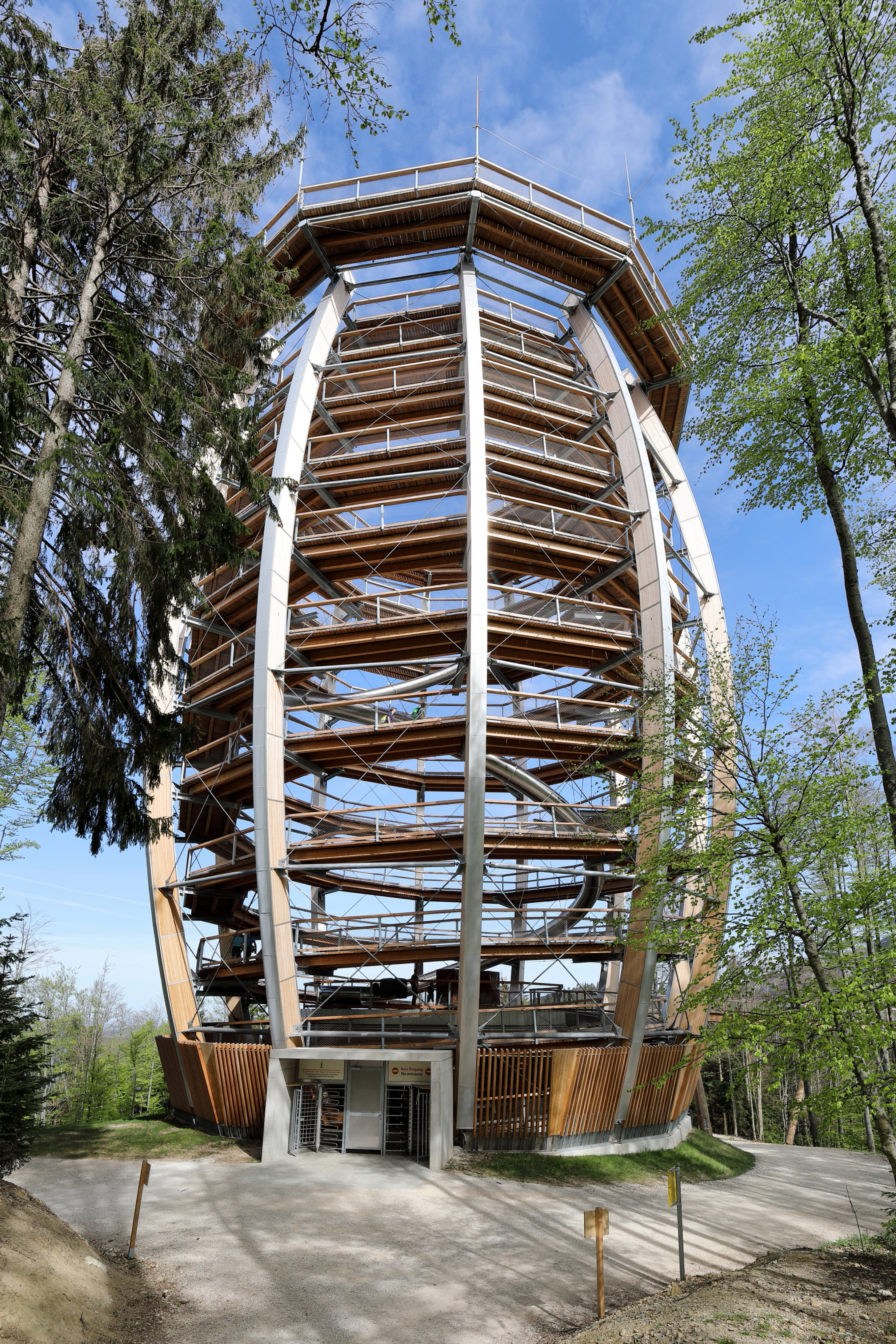
Aussichtsturm
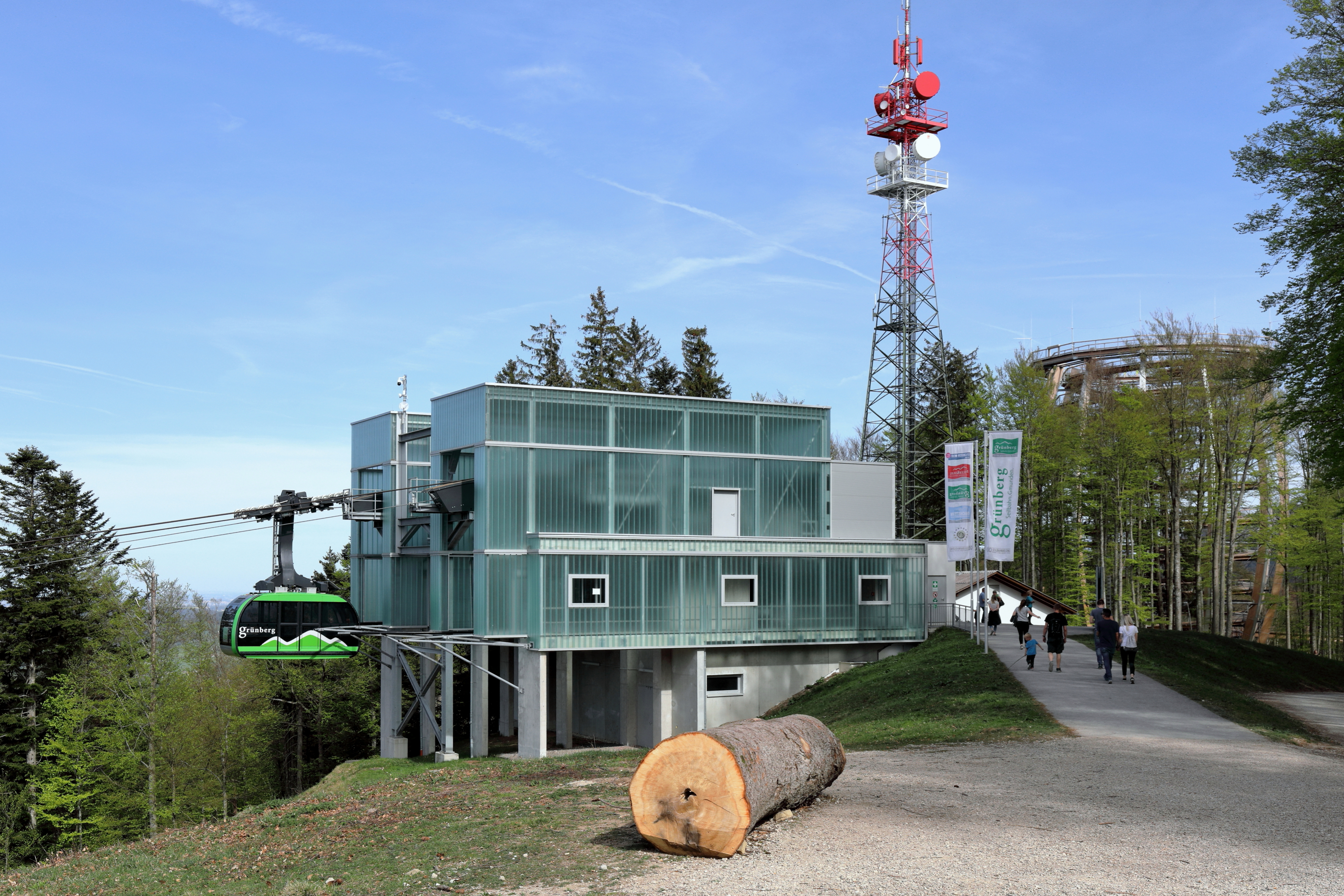
Bergstation der Seilbahn